# 柳州高级中学
柳州高级中学（英語：Liuzhou Senior High School），简称柳高，是一所位于中华人民共和国广西壮族自治区柳州市的高中，前身为创办于清光绪三十三年（1907年）的柳州府官立中学堂。
民国时期，先后易名为柳州中学校、柳州八县合立中学、省立第四中学校、省立第四初级中学校、柳州中学。中华人民共和国成立后后，更名为柳州高级中学。1952年11月11日，龙城中学、新华中学并入，属完全中学建制，称柳州中学。1958年，初中部分出，复称柳州高级中学。1959年，自治区教育厅确定为自治区属重点中学。1960年建制为“一条龙”学校，又称柳州中学。1961—1963年，小学部、初中部先后分出，复称柳州高级中学（简称“柳州高中”、“柳高”）。“文化大革命”期间，曾一度增设初中部。1978年，由自治区教育厅重新确定为区属重点中学。
柳州高中现拥有两个校区：高新校区位于城中区高新五路26号，于2005年11月25日落成；柳南校区位于柳南区和平路西，原址为柳州铁道职业技术学院。旧校址移交龙城中学使用。

## 历史沿革

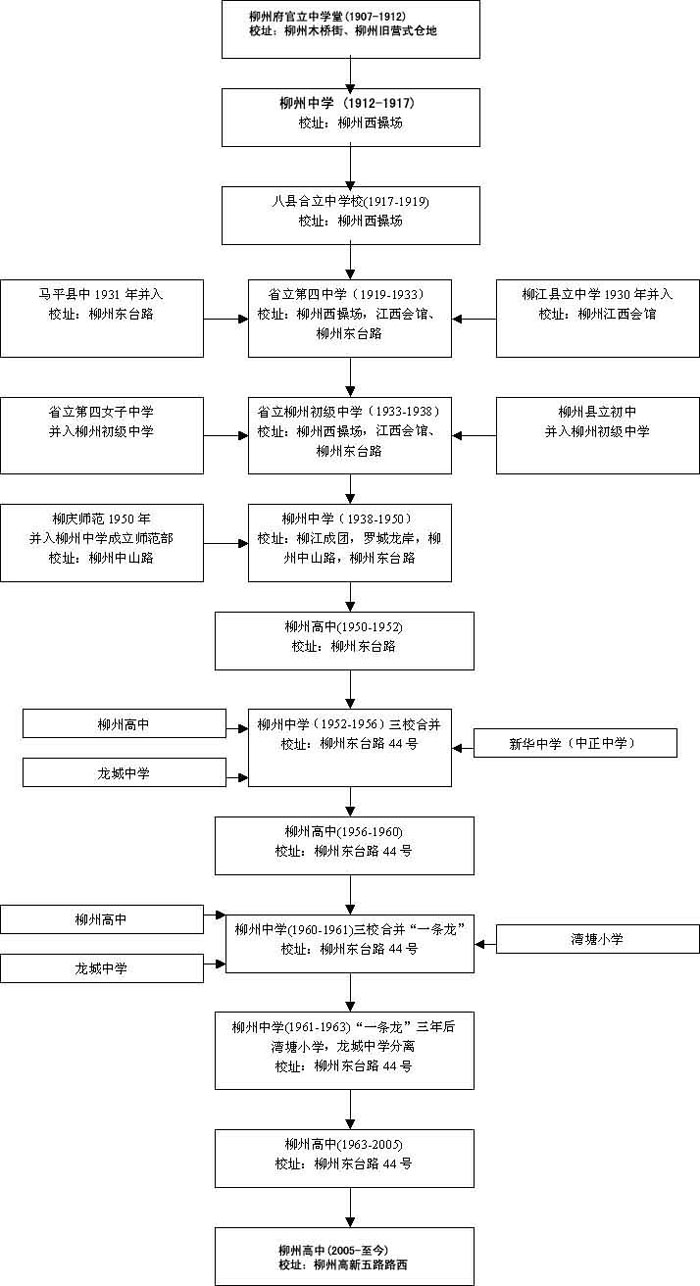
柳州高中校址变迁

### 1949年前
- 1907年（清朝光绪三十三年）3月，创办官立柳州中学堂。学堂创办之初，暂赁木桥街刘宅2幢为校舍。后设于今中山东路文化大院内。[2]
- 1912年（民国元年），更名为“柳州中学校”。校址位于柳州西操场。
- 1917年（民国六年），因经费支绌，改由柳州府属八县合办，更名为“柳州八县合立中学校”。校址位于柳州西操场。
- 1919年—1933年，划归广西省政府领导，学校名为“广西省立第四中学”。校址位于柳州西操场、江西会馆、柳州东台路。
- 1933年（民国二十二年），省立第四女子中学因生源不足停办，学生拨归省立第四中学。学校更名“广西省立第四初级中学”，提出“自治、自给、自卫”的校训。校址位于柳州西操场、江西会馆、柳州东台路。
- 1934年（民国二十三年）秋，马平县初级中学因经费无着停办，将师生划入柳高。
- 1940年（民国二十九年），学校更名“柳州中学”。学校先后迁移柳江成团、罗城龙岸、柳州中山东路，最后定于柳州东台路至2005年。

### 1949年后
- 1950年，柳州中学和柳庆师范合并，称“柳州高中”，分高中部、师范部，师范班5个，共158人。
- 1952年11月，柳州高中、龙城中学、新华三校合并，称“柳州中学”（完全中学）。
- 1956年秋，学校改名为“柳州高中”，与初中剥离，成为单纯的高中学校。
- 1960年9月，实施一条龙办学（九年一贯制教育改革试验）。市弯塘路小学、市第一初级中学并入柳州高中，复称柳州中学。
- 1963年，恢复单纯高中，复名“柳州高中”并沿用至今。学校被自治区指定为重点试行《中学教育工作条例（草案）》的九所学校之一。
- 1966年—1968年，学校因文化大革命停课两年多。
- 1980年—1990年，学校在全区首先试行高中恢复三年制的学制改革。坚持“全、勤、严、实”四字校训。
- 2005年11月25日，学校顺利完成校园东迁，校址位于城中区高新五路西。
- 2016年9月，柳州高中柳南校区正式开始办学，校址位于柳南区和平路西。

## 师资条件
学校现有教职工总数541人，其中博士2人，特级教师7人，正高级教师3人，高级教师136人，研究生以上学历教师187人。

## 校容校貌

### 旧校址
位于东台路的旧校址占地47336平方米，建筑面积18885.1平方米，其中教学大楼两栋建筑面积2028平方米；教学实验楼1栋1900平方米；图书楼1栋1210平方米；办公楼2栋2962平方米；男、女学生宿舍各1栋共2355平方米；教师宿舍12栋共7800平方米。有1座建筑面积为880平方米的体育馆，7个篮球场共2940平方米，运动场地750平方米。全校花圃绿化面积1000平方米。图书馆藏书4.6万册。教学实验楼内，有物理实验室、化学实验室、生物实验室、仪器保管室、语音教学室，有31台微机的电化教学室。

### 高新校区
高新校区于2005年11月25日落成，占地408亩。

#### 教学楼
高新校区有5栋教学楼，其中有1栋是合班教学楼，4栋是常规教学楼。常规教学楼中，有2栋是给高一和高二年级使用的，另外2栋则是提供给高三年级；合班教学楼主要是为了给两个班同时上课使用的，也会用来充当竞赛培优上课的场所。每个班级中配备有计算机，投影仪和电子白板等教学用多媒体设备。并于2018年暑假对多媒体教学设备进行了升级。

#### 综合楼
柳州高中的综合楼内包含图书馆、实验室、计算机机房、机器人实验室等。
其中，图书馆藏书有4层楼之多，书籍类型丰富。有物理、化学、生物、地理实验室，实验设备齐全。
有7间计算机机房，其中有一间电子阅览室，以及一间计算机竞赛辅导室。

#### 文渊湖

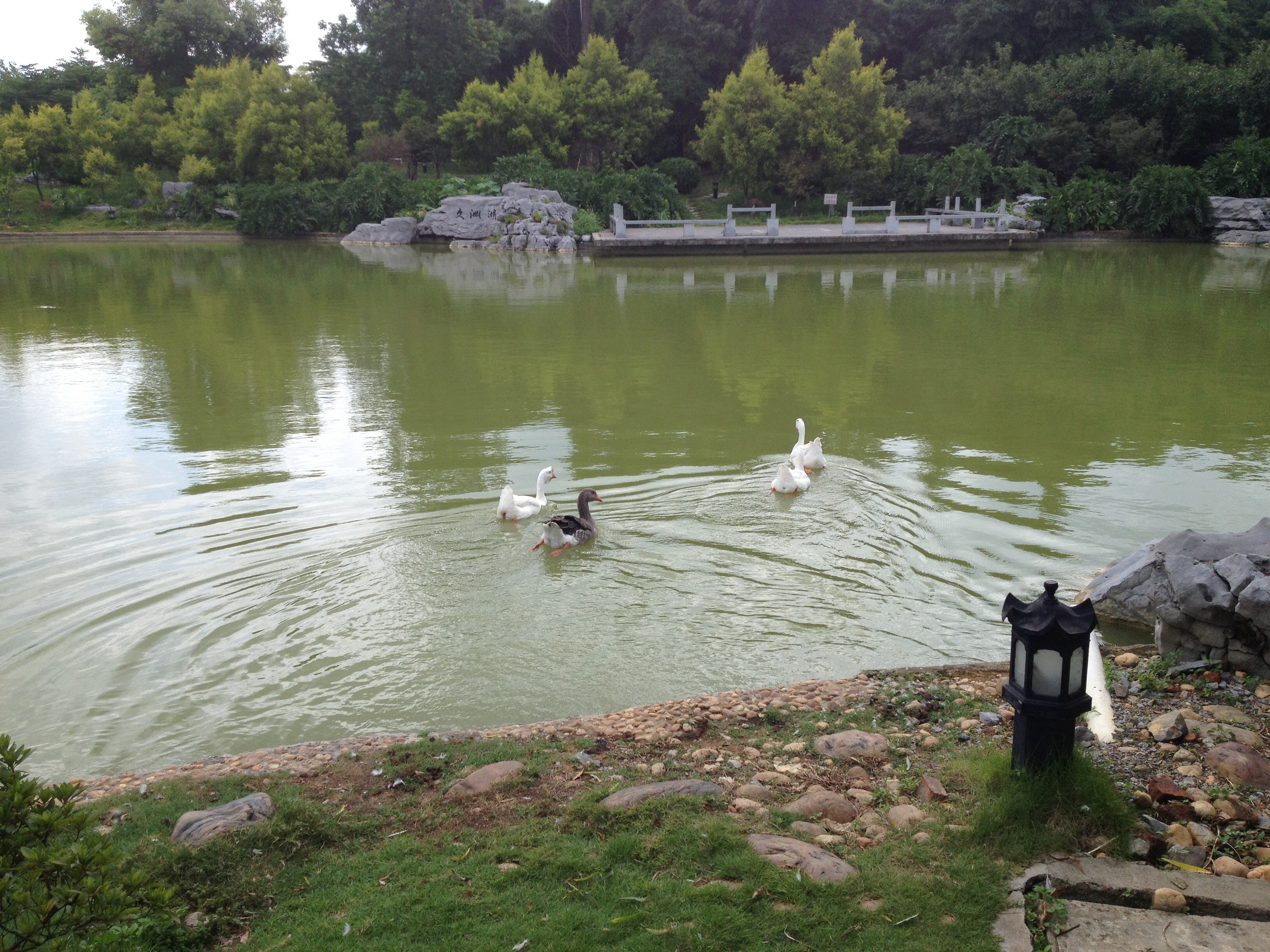
广西柳州高级中学校内的人工湖。

柳州高中的人工湖位于学校的西面，旁边就是艺术楼，常有琴声相随。人工湖环境优雅，是学生晨读散心的好去处。每到柳高的人都会在这人工湖畔留影留念。在2009年组织的学校道路、风景命名投票中，“落薇湖”一名获得最多的投票，而湖畔石头上刻着的名字则是“文渊湖”。2012年，文渊湖开始陆续引进各种各样的小动物。现在湖边的动物有孔雀、兔子、松鼠、鹅、鸭子等。2014年，文渊湖开始重新施工，在湖中央架起一座木桥。

#### 时光连廊
柳州高中的时光连廊位于学校的中心位置，是连接各个教学楼、行政楼和综合楼等地的要道。在2楼的连廊犹如一条空中的龙，盘绕在中间的一个花拼成的时钟上，故称为时光连廊。平时，连廊上会张贴学生或校友的作品，社团的海报和学校的一些宣传资料等。

## 校园文化
- 办学理念：让学生得到最好的发展
- 育人目标：学会做人 学会学习 学会创新 学会发展
- 校训：全面发展 勤奋学习 严格要求 实事求是
- 校风：厚德载物 自强不息 崇尚科学 追求卓越
- 发展目标：传承百年文化积淀，建设现代全国名校
- 学校传统：立志报国 爱岗敬业 文理并举 不甘人后
- 育人理念：人格健全 自主发展 家国情怀 世界眼光

## 学生社团

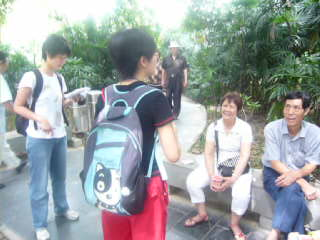
2008年6月的环保社活动照片，图为环保社成员在向路人介绍环保知识

### 文化学习类社团
- 励志读书社
- 古榕文学社
- 孔子国学社

### 艺术娱乐类社团
- SKY街舞社
- AO话剧社
- 月见动漫社
- 歆弦音乐社
- 新视角摄影社
- VOGUE设计社
- 豆泥湾相声小品社
- 长纤维纸艺社

### 体育类社团
- My Style双截棍社
- 羽毛球社
- 乒乓球社
- 崇武国术社
- 彰武跆拳道社

### 社会活动类社团
- 模拟联合国协会
- 环保社
- 青年志愿者协会

### 科技创新类社团
- 新科汇

每年六月左右会举办柳州高中社团盛典，各大社团会在报告厅表演特色节目。

## 组织机构

### 历史机构
清光绪末年，柳州府官立中学由知府管理，设监督（堂长）、文案会计各1人。
民国初，学堂改称学校，监督称校长。此后，校长之下设事务处（课）、军训处（训练处、训导处、课）、教导处（教务处、课）、体育处（课）为基本机构。各处（课）设主任。实行班级制，全校设学生自治会。并设立校务会议制度。
中华人民共和国成立后的1950年，取消民国时期的军训处、训导处、体育处。设教务处、总务处，另设校长办公室，协助校长处理校务，协调和指导各处工作。
1950年后，各学校建立校务委员会会议、教职工代表大会、教研组长会议、班主任工作会议、校会、班会和团队会等会议制度。
“文化大革命”时期，改校长制为“革命领导小组”，下设政治工作组、教学改革组、专案组、办事组、科任组、年级组、校办工厂（农场）组等，各组设组长、副组长。
1978年，恢复“文化大革命”前的学校组织机构。
1988年，为实行中共中央《关于教育体制改革的决定》，市政府决定，市属中、小学，幼儿园逐步实行校长负责制。

### 历任校长
| 上任日期                               | 职务          | 姓名           |               |               |               |               |               |
| 清朝-中华民国                          | 清朝-中华民国 | 清朝-中华民国  | 清朝-中华民国 | 清朝-中华民国 | 清朝-中华民国 | 清朝-中华民国 | 清朝-中华民国 |
| -------------------------------------- | ------------- | -------------- | ------------- | ------------- | ------------- | ------------- | ------------- |
| 1907年（光绪三十三年）春               | 监督          | 翟富文         |               |               |               |               |               |
| 1907年（光绪三十三年）秋               | 监督          | 王憬           |               |               |               |               |               |
| 1908年（光绪三十四年）春               | 监督          | 林干材         |               |               |               |               |               |
| 1908年（光绪三十四年）秋               | 监督          | 王焘           |               |               |               |               |               |
| 1909年（宣统元年）春                   | 监督          | 丁培珊         |               |               |               |               |               |
| 1909年（宣统元年）秋                   | 监督          | 白元麟         |               |               |               |               |               |
| 1910年（宣统二年）                     | 监督          | 曹绶章         |               |               |               |               |               |
| 1911年（宣统三年）                     | 监督          | 甘权           |               |               |               |               |               |
| 中华民国成立后-中华人民共和国          |               |                |               |               |               |               |               |
| 1912年（民国元年）秋                   | 校长          | 覃超           |               |               |               |               |               |
| 1913年（民国二年）3月                  | 校长          | 张维嵩         |               |               |               |               |               |
| 1914年（民国三年）春                   | 校长          | 覃超           |               |               |               |               |               |
| 1914年（民国三年）秋                   | 校长          | 杨弢           |               |               |               |               |               |
| 1915年（民国四年）秋                   | 校长          | 秦啓           |               |               |               |               |               |
| 1916年（民国五年）夏                   | 校长          | 梁舒光         |               |               |               |               |               |
| 1920年（民国九年）秋                   | 校长          | 唐贻彀         |               |               |               |               |               |
| 1921年（民国十年）春                   | 校长          | 黄南翰         |               |               |               |               |               |
| 1922年（民国十一年）                   | 校长          | 姚干丞         |               |               |               |               |               |
| 1925年（民国十四年）春                 | 校长          | 谢康           |               |               |               |               |               |
| 1927年（民国十六年）春                 | 校长          | 黄焕乾         |               |               |               |               |               |
| 1927年（民国十六年）秋                 | 校长          | 郑宾           |               |               |               |               |               |
| 1928年（民国十七年）春                 | 校长          | 罗绍宪         |               |               |               |               |               |
|                                        | 校长          | 李驹光         |               |               |               |               |               |
| 1929年（民国十八年）秋                 | 校长          | 李庚           |               |               |               |               |               |
| 1930年（民国十九年）4月                | 校长          | 廖秉钧         |               |               |               |               |               |
| 1931年（民国二十年）8月                | 校长          | 梁民武         |               |               |               |               |               |
| 1932年（民国二十一年）4月              | 校长          | 莫一庸         |               |               |               |               |               |
| 1933年（民国二十一年）下半年           | 校长          | 刘震霖         |               |               |               |               |               |
| 1935（民国二十二年）2月                | 校长          | 刘善继         |               |               |               |               |               |
| 1937年（民国二十六年）春               | 校长          | 潘振           |               |               |               |               |               |
| 1941年（民国三十年）春                 | 校长          | 周次抱（思宝） |               |               |               |               |               |
| 1942年（民国三十一年）上半年           | 校长          | 王剑功         |               |               |               |               |               |
| 1947年（民国三十六年）上半年           | 代校长        | 莫若一         |               |               |               |               |               |
| 1947年元月（民国三十六年元月直至解放） | 代校长        | 黄公健         |               |               |               |               |               |

| 上任日期                        | 卸任日期                        | 职务                            | 姓名                            |                                 |                                 |                                 |                                 |
| 中华人民共和国成立后-文化大革命 | 中华人民共和国成立后-文化大革命 | 中华人民共和国成立后-文化大革命 | 中华人民共和国成立后-文化大革命 | 中华人民共和国成立后-文化大革命 | 中华人民共和国成立后-文化大革命 | 中华人民共和国成立后-文化大革命 | 中华人民共和国成立后-文化大革命 |
| ------------------------------- | ------------------------------- | ------------------------------- | ------------------------------- | ------------------------------- | ------------------------------- | ------------------------------- | ------------------------------- |
| 1949年11月                      | 1950年底                        | 校长                            | 莫承萱                          |                                 |                                 |                                 |                                 |
| 1951年底                        | 1953年                          | 校长                            | 沈章平                          |                                 |                                 |                                 |                                 |
| 1952年11月                      | 1955年2月                       | 校长                            | 王少白                          |                                 |                                 |                                 |                                 |
| 1955年3月                       | 1958年8月                       | 校长                            | 彭祖颐                          |                                 |                                 |                                 |                                 |
| 1958年8月                       | 1960年8月                       | 校长                            | 王少白                          |                                 |                                 |                                 |                                 |
| 1960年9月                       | 1966年6月                       | 校长                            | 余绍华                          |                                 |                                 |                                 |                                 |
| 文化大革命期间                  |                                 |                                 |                                 |                                 |                                 |                                 |                                 |
| 1968年9月                       | 1968年底                        | 革命委员会主任                  | 曹军宣                          |                                 |                                 |                                 |                                 |
| 1968年底                        | 1969年9月                       | 革命委员会主任                  | 刘春华                          |                                 |                                 |                                 |                                 |
| 1969年9月                       | 1970年2月                       | 革委会第一副主任                | 梁启钦                          |                                 |                                 |                                 |                                 |
| 1970年2月                       | 1974年5月                       | 革命委员会主任                  | 黄国良                          |                                 |                                 |                                 |                                 |
| 1974年5月                       | 1978年7月                       | 革命委员会主任                  | 姚洪福                          |                                 |                                 |                                 |                                 |
| 文化大革命后                    |                                 |                                 |                                 |                                 |                                 |                                 |                                 |
| 1979年3月                       | 1984年10月                      | 校长                            | 余绍华                          |                                 |                                 |                                 |                                 |
| 1984年10月                      | 1993年7月                       | 校长                            | 朱沧平                          |                                 |                                 |                                 |                                 |
| 1993年7月                       | 2001年3月                       | 校长                            | 郭雷鸣                          |                                 |                                 |                                 |                                 |
| 2001年4月                       | 2017年9月                       | 校长                            | 李昌林                          |                                 |                                 |                                 |                                 |
| 2017年9月                       |                                 | 校长                            | 梁树颖                          |                                 |                                 |                                 |                                 |

### 现任领导
- 校长：梁树颖
- 党总支书记：韦振益
- 副校长：王伟华、余超、张筱晨、覃方确、代红亮[9]

## 知名校友

### 领导干部

#### 省级以上
- 马飚（十三届全国政协副主席）[10]
- 林国强（广西区政协副主席）
- 吕强（海南军区政治部主任、军级干部）
- 匡吉（原广东省委常委、副省长）
- 石兆棠（原广西区人大副主任）
- 叶馥荪（原广西区人大副主任、自治区科协主席）
- 宋福民（原广西区政协副主席）
- 林芳（原广西人民检察院检察长、党组书记）

#### 副厅以上
- 韦力行（自治区民政厅副厅长）
- 黄名汉（自治区政协、原钦州市市长、自治区投资开发总公司董事长）
- 吴集成（广西投资集团党委书记、董事长、总经理，原柳州市委书记、柳钢党委书记、董事长）
- 杨伟嘉（自治区教育厅副厅长）
- 纳翔（自治区科学技术协会党组书记）
- 罗明（柳州市人大副主任）
- 束华（南宁市人大常委会主任）
- 林焕新（柳州市政协副主席）
- 覃泽芬（柳州市政协副主席）
- 谭先进（崇左市政协副主席）
- 赵建华（来宾市人民检察院党组书记）
- 李创采（广西工学院副院长、博士、教授）
- 黎平（广西工学院党委副书记）
- 李重华（上海东海职业技术学院副院长）
- 韦春北（广西财经学院党委书记）
- 陈建林（广西东兴市委副书记、市长）
- 王本吾（中国船舶重工集团772研究所党委书记）
- 莫矜（原自治区民委主任、区统战部部长、广西民院院长）
- 韦家国（原自治区民委主任、区政协常委、区土地厅长）
- 杨鸿全（原柳州市人大主任）
- 韦献猷（原自治区组织部部长）
- 兰建超（原自治区建委主任）
- 路藩（1941年中共柳州第一任市委书记，原武汉钢铁学院党委书记）
- 刘尚文（原武汉钢铁学院党委书记）
- 韦素华（原国家海洋局纪检书记）
- 沈章平（原广西社会科学院副院长）
- 练以明（原自治区妇联副主席）
- 丘  行（原自治区文联书记）
- 韦君毅（原自治区公安厅副厅长）
- 翟念劬（原柳州市政协副主席）
- 龙月卿（原柳州市政协副主席）
- 龙腾（原柳州市政协副主席）
- 王彦（原柳州市人大副主任）
- 梁柳珠（原柳州市人大常务副主任）
- 梅煊（原柳州市政协副主席）
- 王少白（原柳州市人大副主任）
- 覃鸿全（原柳州市人大副主任）
- 黄庆宁（原柳州市人大副主任）
- 康成禧（原柳州市政协副主席、党组书记）
- 潘建（原广西工学院副院长、教授）
- 龙祖彭（原广西中医学院院长、教授）
- 梁为揖（中宣部教育局副局长）
- 李家辉（原柳州市科技进修学院院长）

### 军界
- 熊福强 (前柳州军分区副政委、正师级)
- 韦毅 (前成都军区纪检委处长、副主任、师级)

### 科技界
- 吴学谋 (著名数学家、教授、2003年中科院院士候选人)
- 许祥泰 (国家级专家、高级工程师)
- 韦其宁（中国航天电子技术研究院副院长）
- 胡吉扬（美国斯坦福大学教授）
- 郑梅（美国《神州时报》社长）
- 刘克夫（加拿大雷克汉机械工程学院工程系教授）
- 姜若萍 (北京大学口腔医院副主任医师)
- 周继扬 (中国铸造学会理事，全国铸铁及熔炼委员会委员)
- 宋燕 (建工部总工程师)
- 曾守礼 (林业部科学委员、会委员高级经济师)
- 代一权（柳州市中医院副院长、主任医师）
- 龙祖培 (广西医科大学教授、著名儿科专家)
- 龙桂芳 (广西医科大学终身教授、著名儿科专家)
- 茹海匀（柳州市中医院主任医师）
- 陈自敏 (广西医科大学教授)
- 胡祈诚 (广西医科大学教授)
- 龙燕玲 (深圳南山专家诊疗中心教授)
- 龙祖安 (原广西医科大学教务长、教授)
- 毛钢 (华中科技大学教授、社会科学系主任)
- 宋熙 (四川中医学院教授)
- 覃盛麟 (广西医科大学教授、广西解剖学会理事长)
- 宋焕 (美国加里福尼亚大学教授)
- 施履祥 (专家、上海规划建筑设计院)
- 廖剑鸣（原柳州市委党校副校长、教授）
- 高言弘 (广西大学教授)
- 陈志 (前铁道科研院国家轨道衡计量站站长)
- 莫锡荣 (北京化工大学教授)
- 张志华 (湖南大学化工系教授)
- 熊天赐 (前柳州市科委总工程师)
- 梁鸿灏 (暨南大学新闻传播研究室主任、教授)
- 朱海 (武汉钢铁学院教授)
- 陈丽华 (北师大文学系教授)
- 姜勤 (北师大化学系教授)
- 谭义贤 (中国地质大学教授)
- 董漓波 (华南农业大学教授)
- 陶显亮 (区环保局总工程师)
- 高言泓 (中国金融学会理事、自治区人民政府研究员)
- 蒋崇贤 (武汉工学院汽拖教研室主任教授)
- 黄植樟 (上海核工程设计院设计处副主任、泰山核电站总工)
- 杨世唏 (浙江水电设计院总工程师)
- 卓斌 (博士、上海交大首席教授，全国高校船舶动力工程教材委员会主任委员)
- 苏黎 (博士在美国哈佛大学从师1990年诺贝尔化学奖获得者)
- 叶启真 (农业科学家，享受国务院政府特殊津贴)
- 廖赤眉 (广西师范大学教授、中科院博士)
- 张宏 (博士，现在美国工作)
- 杨敏丽（中国农业大学教授、博导）
- 唐洪（中科院博士、中国科学院心理研究所专家）
- 李良壁 (中科院植物研究所科学家)
- 郑华山(山东建筑设计院副总工程师、教授级)
- 海镇环(中南大学湘雅医学院主任医师、教授，国务院津贴获得者)
- 区茂松（百色电机厂厂长兼党委书记、国务院津贴获得者）
- 覃以智 (原广西农垦局高级畜牧师、处长)
- 庞廷祥 (原中国热带农科院研究员、南亚所副所长)
- 孙代文（原柳州教育学院副院长、教授）
- 章崇义（原广西工学院副院长、教授）
- 潘健（原广西工学院副院长、教授）
- 谢汉强 (中国“柳宗元学会”理事会副事长，原柳州日报总编辑)

### 文艺界
- 吉联抗 (著名音乐家)
- 银力康 (音乐作曲家、全国音协会员)
- 王培堃 (中国美协会员、柳州市美协副主席、一级美术师)
- 汤  漾（柳州画院院长一级美术师）
- 付震海（国家一级编剧、著名歌舞剧《白莲》编剧、全国劳动模范）
- 梁荣中 (区美协常务理事、画家)
- 朱锡华 (广西著名桂剧音乐家)
- 周志强 (广西音协理事、市文联副秘书长)
- 丁宪文 (著名书画家)

### 体育界
- 张剑平 (原广东篮球队副总教练)
- 周耀东 (航模运动键将、广西航空运动学校副校长)
- 杨毅 (1992年世界残奥会金牌获得者)
- 温吱憨 (2023年泛坎布里奇奥斯顿篮球赛主力中锋)

### 企业界
- 韦力清 (原南糖集团副董事长)
- 姜援朝（内蒙古自治区网通公司总经理）
- 刘耕（成都汉龙集团董事长）